# Chronicon Roskildense

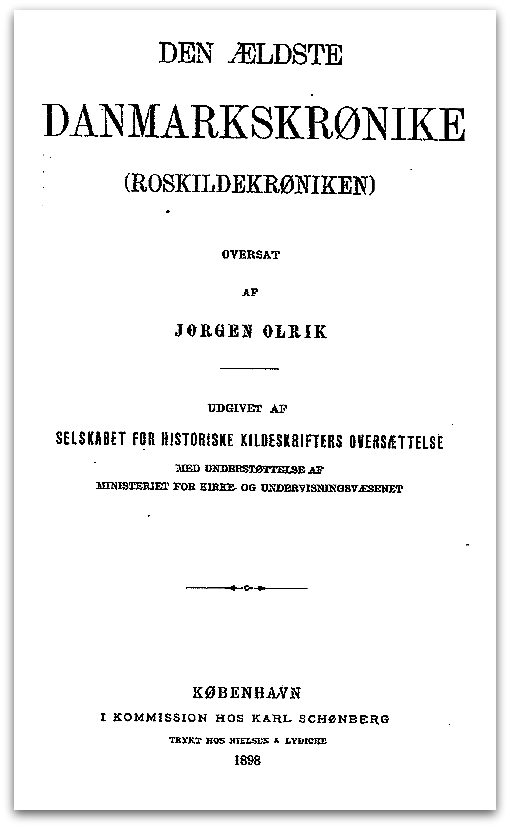

Chronicon Roskildense (danés: Roskildekrøniken castellano: Crónica de Roskilde) es un pequeño trabajo histórico escrito en latín sobre Dinamarca; a excepción de algunos años, se considera la tentativa conocida más antigua de escribir coherentemente citas sobre la historia de Dinamarca de manos de un autor danés, desde los tiempos de la introducción del Cristianismo en Dinamarca hasta los tiempos contemporáneos del autor. La crónica original cubre el periodo entre 826 hasta aproximadamente 1140. Una edición más tardía editada durante el reinado de Valdemar I de Dinamarca, añade un suplemento de algunas páginas más hasta 1157 cuando Valdemar I sube al trono. No obstante, estas páginas adicionales son en su mayoría citas de otras fuentes.
El autor es anónimo, pero es comúnmente aceptado que tuvo cierta relación con la catedral de Roskilde, ya que está muy familiarizado son asuntos de Roskilde. No muestra mucho interés sobre los asuntos eclesiásticos, más bien enfatiza vívidamente todo tipo de asuntos que suceden a su alrededor. Los acontecimientos se cubren de una forma breve, mientras que los personajes que toman parte en ellos, ya sean reales o de ficción, están ampliamente mostrados con gran pasión.
A diferencia de Gesta Danorum de Saxo Grammaticus o Brevis Historia Regum Dacie  de Sven Aagesen que ofrecen una perspectiva contemporánea de la historia, Chronicon Roskildense a menudo cubre los aspectos ocultos de esos eventos. A veces el autor se muestra amargo y ciego por la política, pero es precisamente este hecho que hace también de esta obra un trabajo muy interesante. Los “triunfadores” escriben la historia, y esta obra es la historia escrita de los “perdedores”.
La primera sección se basa principalmente en Descriptio insularum aquilonis de Adán de Bremen, algunas veces son citas literales, aunque el autor solo toma prestado lo que necesita y no siempre ofrece el mismo significado.
Como muchas crónicas danesas del mismo periodo, se desconoce la fecha de edición. Como se menciona a Olaf II de Dinamarca, hijo de Harald Kesja, como si estuviera todavía vivo (fue asesinado en 1143), y el último tema escrito trata sobre el conflicto entre Rikes y Eskil de Lund por la Diócesis de Lund (esto sucedió en 1137-1138), es probable que la obra finalizase entre 1138 y 1143. La versión original finaliza abruptamente y no debió ser de forma intencionada. 
El manuscrito original se considera perdido, y la crónica solo existe en copias de los siglos XIII, XVI y XVII. 
Copias en latín se encuentran en:
- Biblioteca de la Universidad de Kiel, S. H. 8 A.8° (siglo XIII). Conocido como Codex Kiloniensis.
- Den Arnamagnæanske Samling, Copenhague, AM 107 8o (siglo XVI).
- Biblioteca de la Universidad de Upsala, De la Gardie XXV-XXIX (siglo XVII).